# Vlatkovac
Vlatkovac is een plaats in de gemeente Čaglin in de Kroatische provincie Požega-Slavonië. De plaats telt 121 inwoners (2001).